# Jamesonia cinnamomea
Jamesonia cinnamomea är en kantbräkenväxtart som beskrevs av Kze. Jamesonia cinnamomea ingår i släktet Jamesonia och familjen Pteridaceae. Inga underarter finns listade.